# Истомино (Ярославская область)
Истомино — деревня в Погорельском сельском округе Глебовского сельского поселения Рыбинского района Ярославской области.

## География
Деревня расположена к юго-востоку от центра сельского округа, села Погорелка. Здесь, среди в целом лесной местности существует относительно большое поле, на котором расположились небольшие деревни. Просёлочная дорога из Погорелки в юго-восточном направлении через Дуброво идёт на деревню Барбино, далее на Угольницу и Терентьевскую. Деревня Истомино стоит к юго-западу от этой дороги между Дуброво и Барбино. К юго-западу от Истомино стоит деревня Горели, а к северо-востоку, через дорогу Дуброво—Барбино стоит деревня Дорогушино .

## История
Деревня Истомина указана на плане Генерального межевания Рыбинского уезда 1792 года.

## Население
| 2007 | 2010 |
| ---- | ---- |
| 5    | ↘2   |

## Инфраструктура
Почтовое отделение, расположенное в центре сельского округа, селе Погорелка, обслуживает в деревне Истомино 17 домов .